# Technoblade
Technoblade (vlastním jménem Alexander; 1. června 1999 – červen 2022) byl americký youtuber, streamer a internetová osobnost. Byl nejvíce znám pro svá videa a živé přenosy ze hry Minecraft na jeho YouTube kanálu a svou účastí na serveru Dream SMP. V červenci 2022 měl na svém kanálu více než 12 milionů odběratelů. Technoblade zemřel v červnu 2022 na metastázy sarkomu.

## Kariéra
Alexander založil svůj YouTube kanál Technoblade 29. října 2013. Jeho obsah se vyvíjel nejvíce kolem hry Minecraft, kde často nahrával videa ze serveru Hypixel. Hypixel minihry, jako Bedwars a Skywars, byly hlavním předmětem jeho tvorby. Pravidelně se účastnil turnaje Minecraft Championship s ostatními youtubery a byl citován Michaelem Calem z Dot Esports jako „jeden z nejlepších hráčů Minecraftu, co se vytváření obsahu týče, zvláště když se berou v potaz PvP turnaje“. Alexander byl také členem serveru Dream SMP a hrál v něm jednu z nejdůležitějších rolí.
Alexander míval přátelskou rivalitu s Minecraft youtuberem Dreamem, zakladatelem Dream SMP. Jako odpověď na Alexanderovu diagnózu rakoviny v srpnu 2021, Dream přispěl $21,409 (přibližně 507 tis. korun) na vývoj vakcíny proti rakovině.
Jeho druhou slavnou rivalitou byla ta s hráčem Hypixel Skyblock jménem im_a_squid_kid, se kterým se v tzv. Velké bramborové válce téměř rok přetahoval, kdo dokáže v Hypixel Skyblock vypěstovat více brambor (pomocí různých automatizací, vzácných předmětů, bugů, optimalizací, sabotáží soupeře apod.), v této válce zvítězil .

## Život
Hodně věcí o Alexově životě stále neznáme. Dle svého vlastního přiznání, „vyprankoval“ své fanoušky tím, že odhalil nepravdivé detaily o svém životě, a dokonce přesvědčil své fanoušky, že jeho reálné jméno je „David“. Toto jméno po internetu kolovalo až do jeho smrti. O Alexovi ještě víme, že měl ADHD.
Alexův boj s rakovinou byl zveřejněn jeho fanouškům 28. srpna 2021, kdy nahrál video, kde veřejně řekl, že mu byl diagnostikován nádor potom, co cítil bolest ve své pravé ruce. Chemoterapie a radioaktivní terapie se ukázala jako neúspěšná. Jeho lékař se nechal slyšet, že by jeho pravá ruka mohla být potenciálně amputována. V prosinci 2021 Alexander úspěšně podstoupil operaci na záchranu končetiny s neporušenou paží.

### Úmrtí
V brzkých ranních hodinách 1. července 2022, tedy ještě 30. června 2022 místního času, bylo na jeho YouTube kanál nahráno video, v němž jeho otec oznámil, že Technoblade podlehl rakovině, která dosáhla až 4. stádia. Dream a ostatní hráči Dream SMP mu na internetu vyjádřili své kondolence a podobné prohlášení vydali i zástupci Minecraft serveru Hypixel.
Dne 28. října 2022 nahrál oficiální kanál YouTube osmi minutové video s názvem Technoblade Never Dies (Technoblade nikdy neumírá) jako oslavu devátého výročí od založení jeho kanálu. Ve videu zazní informace, že denně se na YouTube nahraje 300 videí s tímto názvem.